# Халмахера (море)
Халмахера (на английски: Halmahera Sea) е междуостровно море на Тихия океан, разположено в североизточната част на Малайския архипелаг, на територията на Индонезия. Според Международната хидрографска организация границите му са следните: На запад мие източните брегове на остров Халмахера. На североизток и изток границата му с останалата част на Тихия океан се прекарва от най-източния нос на остров Моротай, през островите Саянг, Каве, Вайгео, Батанта и Салавати до най-западния нос на остров Нова Гвинея, а чрез протоците Бугенвил, Дампир, Сагевин и Селе се свързва с Тихия океан. Южната му граница с море Серам преминава от най-западния нос на Нова Гвинея през остров Кофиау и островите Боо до най-южния нос на остров Халмахера.
Дължина от север на юг 385 km, ширина до 280 km, площ 75 хил. km2, обем 56 хил. km3, максимална дълбочина 2072 m в централната му част. Температурата на водата на повърхността през август е 25,7 °C, през май 28,6 °C. Соленост 34,0 – 34,6‰. Приливите са неправилни полуденонощни с височина 0,7 – 1,5 m. В западната му част, по източното крайбрежие на остров Халмахера дълбоко в сушата се вдават заливите Веда, Були и Као.